# Палтињаса (Бистрица-Насауд)
Палтињаса (рум. Păltineasa) насеље је у Румунији у округу Бистрица-Насауд у општини Спермезеу. Oпштина се налази на надморској висини од 383 m.

## Становништво
Према подацима из 2002. године у насељу је живело 131 становника, од којих су сви румунске националности.